# 1853 McElroy
Az 1853 McElroy (ideiglenes jelöléssel 1957 XE) a Naprendszer kisbolygóövében található aszteroida. A Brooklynhoz közeli Goethe Link Observatory-ban fedezték fel az Indiana Asteroid Program keretében, 1957. december 15-én.